# Administration for Children and Families
La Administration for Children and Families (ACF) (in italiano tradotta come Amministrazione per i bambini e le famiglie) è una divisione del Dipartimento della Salute e dei Servizi Umani degli Stati Uniti responsabile per la salute dei bambini e delle famiglie su suolo statunitense.
Ha un budget di circa 49 miliardi di dollari e si occupa di gestire 60 programmi specifici per i bambini, i giovani e le famiglie. Questi programmi includono assistenze sanitarie, supporto ai processi di adozione, all'affido familiare e per combattere gli abusi minorili.
L'agenzia impiega circa 1.700 dipendenti e la sede è a Washington, D.C.